# Semiothisa novaguinensis
Semiothisa novaguinensis là một loài bướm đêm trong họ Geometridae.